# Xã De View, Quận Woodruff, Arkansas
Xã De View (tiếng Anh: De View Township) là một xã thuộc quận Woodruff, tiểu bang Arkansas, Hoa Kỳ. Năm 2010, dân số của xã này là 2.432 người.